# Heteropsis rigidifolia
Heteropsis rigidifolia är en kallaväxtart som beskrevs av Adolf Engler. Heteropsis rigidifolia ingår i släktet Heteropsis och familjen kallaväxter. Inga underarter finns listade.